# Piros tangara
A piros tangara (Piranga rubra) a madarak osztályának verébalakúak (Passeriformes) rendjébe és a kardinálispintyfélék (Cardinalidae) családjába tartozó faj.

## Rendszerezése
A fajt Carl von Linné svéd természettudós írta le 1758-ban, a Fringilla nembe Fringilla rubra néven.

## Alfajai
- Piranga rubra cooperi Ridgway, 1869
- Piranga rubra rubra (Linnaeus, 1758)[2]

## Előfordulása
Észak-Amerika, Közép-Amerika és Dél-Amerika területén honos. Természetes élőhelyei a mérsékelt övi erdők, szubtrópusi vagy trópusi síkvidéki esőerdők és lombhullató erdők, valamint ültetvények, vidéki kertek és városi régiók. Vonuló faj.

## Megjelenése
Testhossza 18 centiméter. A kifejlett hím tollazata a hasi oldalon égőpiros, a háti oldalon sötétebb bíboros rózsapiros; a barna evező- és kormánytollak külső zászlóján piros-, a belsőn pedig barnásfehér szegély. Szeme barna, csőre világosbarna, világosabb kávaélekkel; lába szaruszínű. A kifejlett tojó háti oldalán olajzöldes, feje és nyaka barnás lehelettel, hasi oldala sárga; a mell és alsó test közepén vörhenyes leheletszerű sáv húzódik végig. Nyáron úgy a hím, mint a tojó fakóbb színű. A fiatal hím élete első őszén a tojóhoz hasonlít, csak valamivel élénkebb a színezete. Teljes díszruháját csak fokozatosan, több év múlva kapja meg.
|  |  |

## Szaporodása
Fészkük silány tákolmány, amely többnyire a fák alsó ágain valami ágvillába van rakva: a tangarák nem igen erőltetik meg magukat abban, hogy fészküket elrejtsék.

## Természetvédelmi helyzete
Az elterjedési területe rendkívül nagy, egyedszáma pedig stabil. A Természetvédelmi Világszövetség Vörös listáján nem fenyegetett fajként szerepel.